# サルスベリ属
サルスベリ属（サルスベリぞく、学名: Lagerstroemia）は、ミソハギ科の属の一つ。インド亜大陸、東南アジア、オーストラリア北部およびオセアニアの一部に50種ほどが分布する。
- サルスベリ（Lagerstroemia indica） - 中国南部原産。
- オオバナサルスベリ（バナバ、Lagerstroemia speciosa） - 東南アジア原産。観賞用に栽培するほか、葉を「バナバ茶」として飲用する。
- シマサルスベリ（Lagerstroemia subcostata） - 日本（南西諸島）、台湾、中国、フィリピンに自生。
  - シマサルスベリ（Lagerstroemia subcostata var. subcostata） - 日本の南西諸島（奄美群島）に自生。
  - ヤクシマサルスベリ（Lagerstroemia subcostata var. fauriei） - 日本の南西諸島（大隅諸島）に自生。